# 新納旅庵
新納 旅庵（にいろ りょあん）は、戦国時代から安土桃山時代にかけての武将。島津氏の家臣。日向国高原・大隅国栗野・薩摩国市来地頭。諱は長住、号は休閑斎。

## 略歴
天文22年（1553年）、新納氏庶流・新納康久の三男として誕生。幼少の頃より出家、遊行上人に従い諸国を巡歴、後に肥後国八代荘厳寺の住職となり、旅庵と号す。
天正15年（1587年）、島津義久の命で兄·新納久饒が幾度となく説得しに来たため還俗、島津義弘の家老となる。文禄・慶長の役、関ヶ原の戦いでは義弘に従い出陣。関ヶ原の戦いの際には、伏見城に篭る鳥居元忠の許に向かい入城を申し込むが、拒絶されている。関ヶ原からの退却途中で義弘一行とはぐれ、鞍馬に潜伏、そこで家康の落人詮議役であった山口直友に見つかり東軍の捕虜となった。旅庵は徳川家康の尋問を受け、島津義久・忠恒に上洛を促すよう命じられ解放される。
関ヶ原以降は家康との交渉にあたり島津家の本領安堵のため奔走した。講和が成立してしばらく後、忠恒に従い上洛していた旅庵は、慶長7年（1602年）大坂の地で病死している。島津家本領安堵の知らせの直後のことであった。
なお、フランシスコ・ザビエルにより幼少時に洗礼を受けていた事があるという。